# Richard Reile
Richard Reile (* 10. Mai 1907 in München; † 23. Juli 1979) war ein Philologe, Unternehmer und Kommunalpolitiker. Er war von 1945 bis 1946 Landrat des Landkreises Tauberbischofsheim und im Jahre 1946 Mitglied der Vorläufigen Volksvertretung für Württemberg-Baden.

## Lebenslauf
Richard Reile wurde am 10. Mai 1907 in München als Sohn eines Lehrers geboren. Sein Abitur mit einem Schwerpunkt in Altphilologie erlangte er 1925 am Maximiliansgymnasium München, bevor er als Stipendiat der Stiftung Maximilianeum von 1925 bis 1928 Philosophie an der Ludwig-Maximilians-Universität München (LMU) studierte. Dabei promovierte er über die „Philosophie des Augustinus“. Von 1928 bis 1934 arbeitete Reile als Assistent und Dozent an der Philosophischen Fakultät der LMU, seit 1932 als Vollassistent im Rang eines Regierungsrates. Nachdem er am 1. März 1934 aus dem Staatsdienst entlassen wurde, arbeitete er von 1934 bis 1941 als technischer Angestellter bei der Firma Wacker in Burghausen, bevor er 1941 Geschäftsführer der Vigomma GmbH in München wurde.
Zwischen 1941 und 1945 wurde Reile zum Kriegsdienst im Zweiten Weltkrieg eingezogen.
In der Nachkriegszeit wurde Reile am 1. Juli 1945 durch die Amerikanischen Militärregierung zum Landrat des Landkreises Tauberbischofsheim ernannt und übte diese Tätigkeit bis 1946 aus. In Reiles Amtszeit als Landrat fiel bis Ende 1946 die Unterbringung von insgesamt 22.509 Heimatvertriebenen aus Gebieten jenseits der Oder-Neiße-Grenze, Ungarn und dem Sudetenland im Landkreis Tauberbischofsheim. Im benachbarten Landkreis Mergentheim fanden weitere 10.801 Heimatvertriebene eine neue Heimat. Nach zähen Verhandlungen mit der Amerikanischen Militärverwaltung unter Leitung von Lieutenant Zecca konnte die Rückgabe des Reinhardshofes an die Stadt Wertheim erreicht werden, um dort ein Durchgangslager für Heimatvertriebene einzurichten. In Zusammenarbeit mit Inspektor Grosch von der Kreisselbstverwaltung gelang es Reile, für das Wertheimer Durchgangslager über das Landwirtschaftsamt in Karlsruhe Baumaterial in Höhe von 130.000 Reichsmark erfolgreich anzufordern.
Ab 1946 arbeitete Reile als Lizenzträger einer Zeitung. Im selben Jahr wurde er auch Mitglied der Vorläufigen Volksvertretung für Württemberg-Baden. Diese war Vorläufer der am 30. Juni 1946 in freier Wahl gewählten Verfassunggebenden Landesversammlung.